# 蔡家站 (京哈铁路)
蔡家站是一个京哈线上的铁路车站，位于吉林省梨树县蔡家镇，建于1911年，目前为四等站，邮政编码为136503。目前客运：办理旅客乘降；行李、包裹托运；货运：办理整车货物发到。
车站设有2条正线、2条到发线，1条货物线:688；车站设有通往中粮贸易梨树粮食储运的专用线。